# Utahceratops
Utahceratops era un dinozaur erbivor ce a trăit în Cretacic, în America de Nord.
Numele lui înseamnă "față cu coarne  din Utah". Acesta era înrudit cu: Einiosaurus, Protoceratops, Triceratops,  Chasmosaurus, Pachyrhinosaurus, Psittacosaurus, Koreaceratops, Styracosaurus, Nasutoceratops,  Sinoceratops, Albertaceratops, Machairoceratops, Zuniceratops, Yamaceratops, Anchiceratops etc. Unde a fost descoperit, în acele locuri nu sălășuia de unul singur; acolo au fost descoperiți următorii: Prădătorii Utahraptor și Teraphoneus, împlătoșații Gastonia și Nasutoceratops și Parasaurolophus.